# 乌拉嘎河
乌拉嘎河（鄂伦春语：Wuu dɔɔn），位于中华人民共和国黑龙江省北部嘉荫县境内，是黑龙江右岸的一条支流。发源于嘉荫县乌拉嘎镇西南，蜿蜒向东流经北沟林场、金水村、胜利村、立志村，至乌拉嘎镇转东北流，经柳树河林场、保兴镇互助村、兴农村、三合村等地，于保兴镇南汇入与黑龙江相通的江汊中。河流全长90千米，流域面积1166平方千米，多年平均流量4.5立方米每秒，年均径流量2.92亿立方米。乌拉嘎河上游为丘陵山地，富森林资源和金矿，是著名的乌拉嘎金矿所在地。